# フェルマー＝カタラン予想
フェルマー＝カタラン予想（フェルマー＝カタランよそう、英: Fermat–Catalan conjecture）とはフェルマーの最終定理とカタラン予想を結びつけて提起された数論の予想である。この2つの予想は、{\displaystyle A^{x}+B^{y}=C^{z}}という方程式の特殊なケースと見なすことができる。フェルマー＝カタラン予想は、この方程式の一般的な解をすべて記述しようとする試みであり、1993年にアンリ・ダベンポートによって提唱された。それぞれフェルマー＝カタラン予想は「方程式
{\displaystyle a^{m}+b^{n}=c^{k}}
と不等式
{\displaystyle {\frac {1}{m}}+{\frac {1}{n}}+{\frac {1}{k}}<1}
を同時に満たす自然数の組 (a, b, c, m, n, k) であって、(a, b, c)が互いに素で、(am, bn, ck)の値が異なるものは、有限個しか存在しない」
という命題である。不等式から m, n, k は全て 2 以上で、うち少なくとも2つは 2 より大きいものに限られることが分かる。
m, n, k のうち2つが 2 である場合は上の不等式を満たさないためフェルマー＝カタラン予想の対象外であるが、実際に解の無限系列が知られている。特にm = n = k = 2 の場合は a, b, c はピタゴラス数であって、方程式を満たす組 (a, b, c) は無数に存在することはよく知られる。
また m > 3 で m = n = k の場合は (a, b, c) はフェルマーの最終定理の方程式（のうち指数が 4 以上のもの）を満たす自然数解であるが、そのような (a, b, c) は存在しないことがワイルズによって証明されている。

## 知られている解と関連する予想
2014年現在、以下の10個の解が知られている。
{\displaystyle 1^{m}+2^{3}=3^{2}(m>6)}
{\displaystyle 2^{5}+7^{2}=3^{4}}
{\displaystyle 13^{2}+7^{3}=2^{9}}
{\displaystyle 2^{7}+17^{3}=71^{2}}
{\displaystyle 3^{5}+11^{4}=122^{2}}
{\displaystyle 33^{8}+1549034^{2}=15613^{3}}
{\displaystyle 1414^{3}+2213459^{2}=65^{7}}
{\displaystyle 9262^{3}+15312283^{2}=113^{7}}
{\displaystyle 17^{7}+76271^{3}=21063928^{2}}
{\displaystyle 43^{8}+96222^{3}=30042907^{2}}
2002年にプレダ・ミハイレスクによって解決されたカタラン予想によると、最初の解 {\displaystyle 1^{m}+2^{3}=3^{2}(m>6)} は a, b, c のいずれかが 1となる唯一の解を与える。ここで、任意の m > 6 はフェルマー＝カタラン予想の仮定の不等式を満たすので、 これは {\displaystyle a^{m}+b^{n}=c^{k}}の無限個の解  (a, b, c, m, n, k) = (1, 2, 3, m, 3, 2) を与えるが、三つ組(am, bn, ck) としてはただ一つの値 (1, 8, 9)しか与えていないため、フェルマー＝カタラン予想に反するわけではない。
ダーモン・グランヴィルの定理 (証明にはファルティングスの定理を使う) から、上記の不等式を満たす組 (m, n, k) を一つ固定するごとに、解 (a, b, c) が高々有限個しか存在しないことが知られている。一方、フェルマー＝カタラン予想は、 上記の不等式を満たす全ての (m, n, k) の場合を合わせても有限個しか存在しないという予想なので、ダーモン・グランヴィルの定理よりも遥かに強い主張である。
今まで見つかっている解の中では、m, n, k　のうち1つは 2 である。また、その中では m, n, k は互いに素である。m, n, k が全て 3 以上で a, b, c が互いに素であるような解はないという予想（ビール予想）がある。a, b, c が 1 より大きい公約数をもつ場合としては {\displaystyle 3^{3}+6^{3}=3^{5}} などがある（この場合は 3 が公約数）。